# Magyar királyi jogar

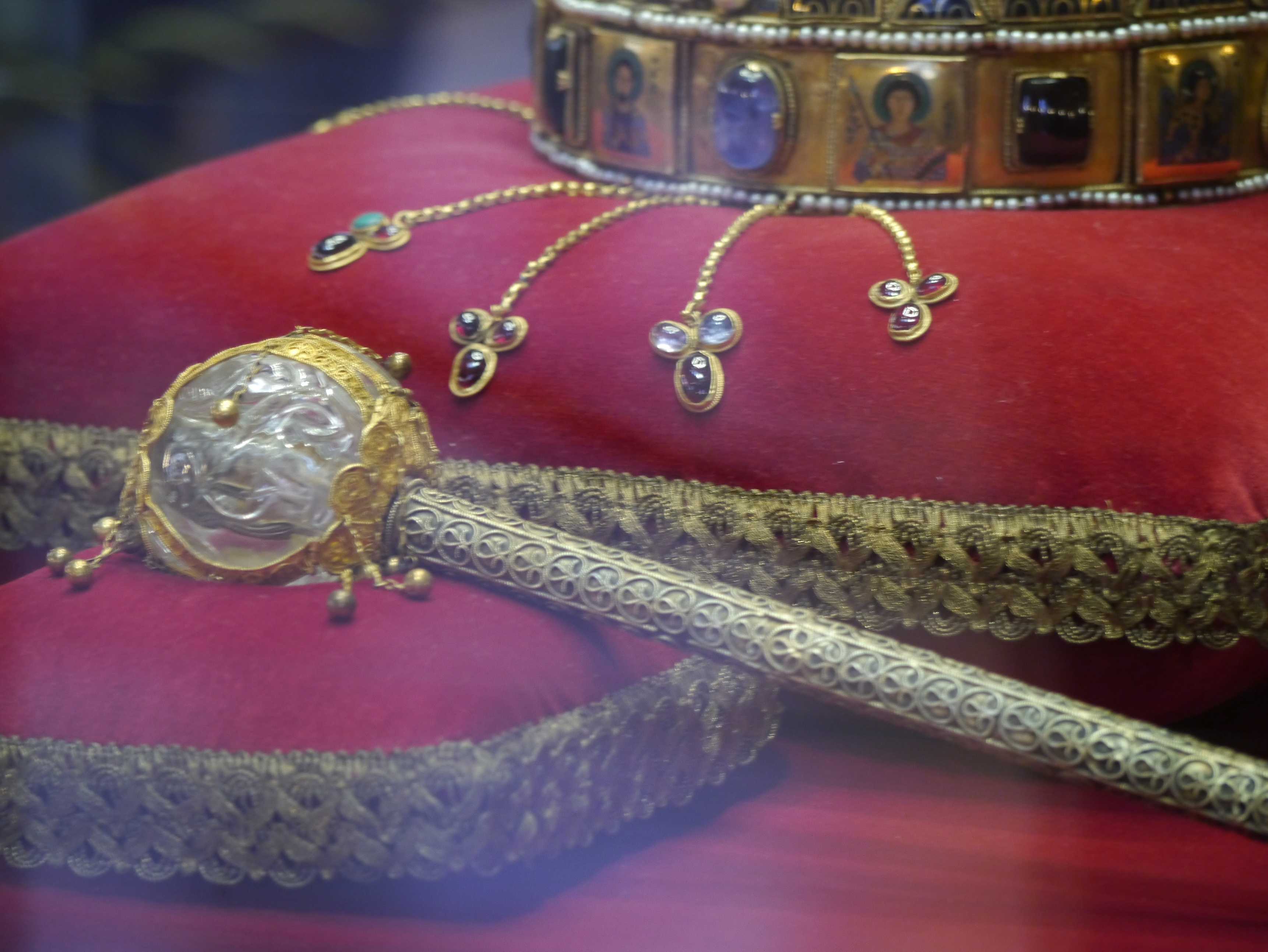
A magyar királyi jogar a többi koronaékszer mellett

A magyar királyi jogar a magyar koronázási jelvényegyüttes valószínűleg legrégebbi része, lehetett már Szent Istváné is. A jogar (latinul sceptrum) az ítélkezés, az igazságosság, a jogszolgáltatás jelképe, ősi hatalmi jelvény. A magyar királyi jogar feje metszett egyiptomi hegyikristály, a véset három oroszlánt ábrázol. A jogarfej tetején látható „mágikus csomó” egy kb. 20 mm átmérőjű aranylemezen van, amelynek szélső kerülete a középső kördísz alatt található. Ezt a tárcsát a hullámos szalaggal együtt utólagosan forrasztották hozzá a tartólemezhez, mert az országalma tetején a jelenlegi mágikus csomó alatti lemezen egy 8-10 mm átmérőjű lyuk volt, amelyet el akartak tüntetni. Az Országházban található.

## Leírása

Salamon-csomó, amely a jogar hegyikristály gömbjének aranylemezborítását díszíti

A koronázási jogar 29,5 centiméter hosszú, hengeres nyélre illesztett hegyikristály gömb. A gömb felületére három egyforma, oroszlánra emlékeztető állatalakot véstek. A gömb kissé nyomott, magassága 65, átmérője 73 milliméter. A hegyikristály fejet két virágot formázó aranylemez fogja közre, amelyeket pántok tartanak össze. A jogar tetejének díszítőeleme egy mágikus végtelen csomó („Salamon-csomó”), amely hurkos fonatból áll össze, ennek bajelhárító szerepet tulajdonítottak. A perzsa, szasszanida hagyományokat követő magyar királyi jogar kristálygömbjének tetején látható végtelenített vonalmintát formázó, apotropaikus, bűvös jelről azt tartották, hogy végtelenségénél fogva  képes távol tartani a gonosz és az ártó szellemeket. A foglalatra láncokra függesztett golyókat (összesen 26 darabot) erősítettek, melyek csilingelésükkel a szellemeket tartották távol. A mogyorófa nyelet aranyozott ezüst filigrán díszítés fedi.

## Eredete
Vedd a sceptrumot, a királyi méltóság jelvényét, tudniillik a királyság egyenes vesszőjét (virgam), a hatalom pálcáját (virgam), hogy vele magadat helyesen irányítsad, az anyaszentegyházat, tudniillik az Istentől rád bízott keresztény népet királyi erőddel védelmezd a gonoszoktól, a bűnösöket javítsad meg, az igazakat pedig segítségeddel vezesd, hogy megtarthassák a helyes utat.
A jogar minden bizonnyal a koronázási jelvényegyüttes legrégebbi, lényegében változatlan formában megmaradt darabja. A 10. században Egyiptomban, a Fátimidák idején készülhetett. A hegyikristály-edények és tárgyak a 10. században terjedtek el Egyiptomból, ahol a Madagaszkárról származó nyersanyagot feldolgozták, és onnan jutottak el Európa udvaraiba, különösen a Német-római Birodalomba.
Hasonló, buzogány alakú, gömbös jogar nem maradt fenn. Keleti eredetű is lehet, mert az avaroknál és egy Kijev környéki leletben is van ilyen gömbös végű bot.[forrás?] Eredetiben nem, de ábrázolásokról ismeretesek olyan jogarok, amelyek a magyarral szinte azonosak. 1003-ban kiadott ólombulláján II. Henrik német-római császár, aki Gizella királyné révén István sógora volt, a magyar koronázási jogarral azonos formájú, rövid nyelű, gömbös végű sceptrumot tart. Ugyancsak hasonló formájú, gömbös végű jogar látható a császár másik, vér szerinti rokonának, anyja testvérének, III. Rudolf burgundi király 1017-ből származó pecsétjén.
A magyarhoz hasonló jogart a német uralkodók a 11. század végéig használták, utána eltűnt a hatalmi jelvények közül. I. István sógora, II. Henrik kedvelte a hegyikristály tárgyakat, több példány is a birtokában volt, ezért feltételezhető, hogy a magyar királyi jogar a császár ajándékaként került Szent Istvánhoz, de lehetett egy keleti ajándék vagy vásárlás is.
A kristálygömb eredetileg is jogarfej lehetett. A jogar foglalata a 12. század második felében készült, a nyél mogyorófából van.
A jogarral foglalkozó szakértők másik része szerint viszont a technológiai szempontokat, valamint technika- és művészettörténeti szempontokat is figyelembe véve a jogar foglalata legkésőbb a 9. századra datálható. A nyél és a foglalat filigrános díszítménye ugyanis erre a korra tehető. Ebből következően a jogarfej sem lehet későbbi, az egész tárgy egyszerre készült, egy terv alapján és a 8–9. századi Kárpát-medence, az avar kor felvethető alternatíva.